# Lista miniștrilor de interne ai Republicii Moldova
Aceasta este lista miniștrilor de interne din Republica Moldova.
| Grad               | Nume                | Perioadă  |
| ------------------ | ------------------- | --------- |
| General-locotenent |                     | 1940-1941 |
|                    | Mihail Dimitrenco   | 1941-1944 |
| General-maior      | Mihail Markeev      | 1944-1946 |
| General-locotenent | Feodor Tutușkin     | 1946-1951 |
| General-maior      | Petru Kulik         | 1951-1953 |
| General-maior      | Petru Kulik         | 1954-1956 |
| General-maior      | Iosif Mordoveț      | 1953-1954 |
|                    |                     |           |
| Colonel            | Moisei Romanov      | 1956-1961 |
| General-locotenent | Nicolae Bradulov    | 1961-1985 |
| General-maior      | Gheorghe Lavranciuc | 1985-1988 |
| General-maior      | Vladimir Voronin    | 1988-1990 |
| General-maior      | Ion Costaș          | 1990-1992 |
| General-locotenent | Constantin Antoci   | 1992-1997 |
| General-maior      | Mihai Plămădeală    | 1997-1998 |
| General-maior      | Victor Catan        | 1998-1999 |
| General-maior      | Vladimir Țurcan     | 1999-2001 |
| General-maior      | Vasile Drăgănel     | 2001-2002 |
| General-locotenent | Gheorghe Papuc      | 2002-2008 |
| General-maior      | Valentin Mejinschi  | 2008      |
| General-maior      | Victor Catan        | 2009-2011 |

General                    Alexei Roibu               2011-2012
Dorin Recean             2012-2015 
General-maior Alexandru Jizdan 2016-2019 